# Эктон, Брайан
Брайан Эктон (род. 17 февраля 1972, Мичиган) — американский программист и интернет-предприниматель. Исполнительный председатель Фонда сигнальных технологий, основанного им вместе с Мокси Марлинспайком в 2018 году. По состоянию на 10 января 2022 года Эктон также является временным генеральным директором Signal Messenger LLC.
Ранее работал в Yahoo! и вместе с Яном Кумом являлся сооснователем WhatsApp, который был приобретён компанией Facebook в феврале 2014 года за 19 миллиардов $. Эктон покинул WhatsApp в сентябре 2017 года, чтобы основать Signal Foundation. По данным Forbes (2020), Эктон занимает 836-е место в списке самых богатых людей мира с состоянием в 2,5 миллиарда $.

## Ранняя жизнь и образование
Эктон вырос в Мичигане, позже переехал в Центральную Флориду, где окончил среднюю школу Лейк-Хауэлл. Эктон получил полную стипендию для изучения инженерного дела в Пенсильванском университете, но через год ушел учиться в Стэнфорд. В 1994 году окончил Стэнфордский университет со степенью в области компьютерных наук.

## Карьера
В 1992 году он стал системным администратором в Rockwell International, а затем стал тестировщиком продуктов в Apple Inc. и Adobe Systems. В 1996 году он присоединился к Yahoo Inc.

### Yahoo!
В 1998 году Ян Кум был принят на работу в Yahoo! в качестве инженера по инфраструктуре вскоре после того, как познакомился с Эктоном, когда работал тестировщиком безопасности в Ernst & Young. В течение следующих девяти лет они работали в Yahoo!. Эктон инвестировал в бум доткомов и потерял миллионы на пузыре доткомов 2000 года. В сентябре 2007 года Кум и Эктон покинули Yahoo! и взял отпуск на год, путешествуя по Южной Америке и играя в фрисби. Оба подали заявку на работу в Facebook, но не смогли туда попасть. В январе 2009 года Кум купил iPhone и понял, что App Store, существовавший тогда семь месяцев, вот-вот породит целую новую индустрию приложений. Он посетил своего друга Алекса Фишмана и рассказал о разработке приложения. Кум почти сразу выбрал название WhatsApp, потому что оно звучало как «как дела», а через неделю, в свой день рождения, 24 февраля 2009 года, он учредил WhatsApp Inc. в Калифорнии.

### WhatsApp
В 2014 году Кум и Эктон продали WhatsApp компании Facebook примерно за 19 миллиардов долларов США наличными и акциями. По оценкам Forbes, Эктону принадлежало более 20 % акций компании, что составляет его собственный капитал около 3,8 миллиарда $.
В 2016 году Эктон возглавил раунд финансирования Trak N Tell и привлек 3,5 миллиона $ вместе с двумя другими инвесторами.
В сентябре 2017 года Эктон покинул WhatsApp. Эктон сказал Forbes, что он оставил спор с Facebook по поводу монетизации WhatsApp и добровольно оставил на столе опционы на 850 миллионов $, не получившие права, уйдя за несколько месяцев до завершения наделения. Он также сказал, что руководители Facebook научили его вводить в заблуждение европейских регуляторов относительно намерения Facebook объединить пользовательские данные Facebook и WhatsApp.

### Сигнал
Эктон покинул WhatsApp в сентябре 2017 года, чтобы основать новый фонд Signal Foundation, который призван помочь людям получить доступ к частному общению через приложение для обмена зашифрованными сообщениями. Сигнал широко используется журналистами и правозащитниками.
В феврале 2018 года было объявлено, что Эктон инвестирует в Signal 50 миллионов $. Это финансирование было предоставлено Брайаном Эктоном взаймы новому некоммерческому фонду Signal Technology Foundation. К концу 2018 года ссуда увеличилась до 105 000 400 долларов США и должна быть погашена 28 февраля 2068 года. Кредит необеспеченный и под 0 % годовых.
20 марта 2018 г. Forbes сообщил, что Эктон публично написал в Твиттере о поддержке движения #DeleteFacebook, что вызвало «новый уровень общественной реакции». В ноябре 2019 года журналист Стивен Леви спросил Эктона, почему он решил так публично обнародовать свои чувства. Эктон ответил, что по его мнению настало время, так как на Facebook нарастало давление.
Эктон в настоящее время является членом правления Signal Foundation.

### Филантропия
С 2014 года Брайан Эктон и его жена Теган Эктон начали создавать благотворительную сеть через фонд Wildcard Giving с тремя дочерними фондами: Sunlight Giving, Acton Family Giving и Solidarity Giving
Пара основала Sunlight Giving в 2014 году, семейный фонд, занимающийся поддержкой основных услуг малообеспеченных семей с маленькими детьми в возрасте от 0 до 5 лет. Он также оказывает поддержку безопасным местам и организациям, которые обеспечивают продовольственную безопасность, стабильность жилья и доступ к здравоохранению. Фонд поддерживает малообеспеченные семьи с детьми в возрасте пяти лет и младше, проживающие в районе залива Сан-Франциско. Это дочерняя организация, принадлежащая семье Wildcard Giving Активы Sunlight Giving составляют 470 миллионов $. Он предоставил миллиона $ в 2015 году, 19,2 миллиона $ в 2016 году и 23,6 миллиона $ в 2017 году. Этот частный фонд помог финансировать Magnify Community, некоммерческую организацию с целью перенаправления пожертвований филантропов в некоммерческие организации.
Также в 2014 году Эктон помог основать Acton Family Giving и Solidarity Giving.
В 2019 году Forbes сообщил, что Брайан Эктон и его жена за свою жизнь пожертвовали более 1 миллиарда $ на благотворительные цели.

## Личная жизнь
Он женат на Теган Эктон и проживает в Пало-Альто, Калифорния.